# Thermische evenaar
De thermische evenaar (of thermische equator) is een gordel rond de Aarde van plekken per lengtegraad met de hoogste gemiddelde jaarlijkse temperatuur. De lokale temperatuur hangt af van de topografie van een gebied. Oceaanstromingen en gebergtes zorgen ervoor dat de temperatuurgradiënt niet op elke lengtegraad gelijk is, zodat de thermische evenaar niet overal gelijk is aan de geografische evenaar.
Soms wordt met de thermische evenaar de zone bedoeld waar de grootste temperaturen heersen per jaargetijde. Deze zone is afhankelijk van waar het zonlicht recht invalt, en verschuift met de seizoenen tussen de Kreeftskeerkring en de Steenbokskeerkring.
Een andere definitie is dat de thermische evenaar de breedtegraad is waar de insolatie gedurende het hele jaar hetzelfde is. Deze breedtegraad is niet gelijk aan de evenaar omdat de Aarde een elliptische baan heeft. De Aarde bereikt zijn kleinste afstand tot de Zon (het perihelium) in januari en zijn grootste afstand (het aphelium) in juli. Daardoor is de insolatie op de evenaar in januari iets groter dan in juli. De thermische evenaar bevindt zich een paar graden ten noorden van de evenaar. Hier wordt het effect van de afstand tot de Zon opgeheven door de helling van de aardas, waardoor de insolatie in de zomer en winter gelijk is.